# 梅城镇 (闽清县)
梅城镇是中国福建省福州市闽清县下辖的一个镇。

## 行政区划
梅城镇下辖以下地区：
梅城社区、城北社区、台山社区、溪口社区、南门社区、城西社区、桂园社区、西门街社区、洋桃社区、梅西新村社区、城关村和大路村。